# シムラ (企業)
株式会社シムラは金属加工を中心に事業を展開する企業。SHIMURAと表記されることが多い。

## 事業内容
金属加工・販売
ステンレス、アルミニウム、銅、りん青銅、ベリリウム等の加工・鍍金等の処理。
Metal Jacket
MacintoshコンピュータやニンテンドーDS、PSPなどの金属カバー等をMetal Jacketシリーズとして「SHIMURA」ブランドで展開。デザイン、開発、試作、実験、製造から販売まですべてを社内で行なう。国内直営工場内において手作業で行われている。
代替医療用健康食品通信販売
シガリオ社のホロニックスフードを取り扱っている。
熱帯魚用フィルター販売
エンジニアリング事業

## 沿革
- 1966年4月 - 創立（精密板金、精密機械加工工場）
- 1989年3月 - デザイン会社、スタジオパレットを設立
- 1990年3月 - 開発、試作等を行うエンジニアリング会社を設立
- 2000年1月 - 全社統合